# 池田文春
池田 文春（いけだ ふみはる、1961年4月30日 - ）は、日本の漫画家。岩手県江刺市（現在の奥州市）出身、在住。高校卒業後上京し、21歳の時、『赤い彗星』でデビューする。千代田工科芸術専門学校マンガ科卒業。漫画家の本庄敬は専門学校時代の同期にあたる 。代表作は『BAR来夢来人』など。

## 作品リスト
- アイデア半太（全2巻、原作：倉石俊）
- ノーサイド（全7巻）
- てっちゃん（全1巻）
- BAR来夢来人（全9巻）
- アリバイ屋稼業 フェイク（全1巻）
- 響〜アンサンブル〜（全1巻）
- 愛人形―あいドール―（全1巻、原作：倉科遼）